# Predicat secundari
Un predicat secundari és una expressió (més freqüentment adjectival) que proporciona informació sobre el subjecte (o objecte) d'una oració. Els predicats secundaris poden ser resultatius (1) i (2) o descriptius (3).
(1) She painted the town red
(2) The film left me cold
(3) Susan walked around naked.